# Скибневский, Александр Брониславович
Алекса́ндр Бронисла́вович Скибне́вский (26 марта [8 апреля] 1903, Москва, Российская империя — 20 апреля 1978, Харьков, Украинская ССР, СССР) — советский режиссёр и педагог, практик и теоретик театра. Заслуженный деятель искусств Удмуртской АССР (1945) и Белорусской ССР (1952).

## Биография
Александр Скибневский родился в Москве 26 марта [8 апреля] 1903 года. Его мать Эвелина и отец Бронислав были из гродненских поляков, переселившихся в Москву в 1900 году.
В 1918—1921 годах был в продармии. В 1921—1924 годах работал на заводе «Серп и Молот», одновременно учась в Государственном институте слова (Институте живого слова).
В 1925 году окончил режиссёрское отделение государственных экспериментальных театральных мастерских (рус. ГОСТИМ, ГЭКТЕМАС). В 1926—1928 годах был художественным руководителем читинского театра. В 1929—1930 годах был художественным руководителем туркменского театра в Ашхабаде. В 1931—1933 годах был художественным руководителем Польского театра в Киеве. 3 июля 1933 года Скибневского арестовали и содержали в Киевском Добре вместе с 23 представителями польской интеллигенции по сфабрикованному ГПУ УССР делу ПОВ (польской организации военной). 23 февраля 1934 года его обвинили в контрреволюционной работе среди поляков по поручению Эт. Тройкой при коллегии ГПУ УССР по ст. 54-2, 54-II был осуждён сроком на пять лет. Впоследствии приговор изменили на высылку на 3 года.
В 1940—1946 годах был художественным руководитель Государственного Русского драматического театра им. В. Короленко в Ижевске. В 1946—1947 годах был главным режиссёром Кировского театра, а в 1947—1949 годах главным режиссёром Ульяновского театра.
В 1949—1958 годах был главным режиссёром драматического театра им. Якуба Коласа, Витебск. В 1958—1963 годах был главным режиссёром Харьковского русского драматического театра им. Пушкина.
С 1958 года преподавал режиссуру в Харьковском институте искусств, заведовал кафедрой режиссуры в Харьковском государственном институте культуры от 1962 года.
Автор многочисленных работ по вопросам театра написал несколько пьес и монографий.

## Работы
- Скибневський О. Драматург — театр — глядач // Прапор. — 1961. — № 6.
- Скибневский А. Народный артист А. К. Ильинский. — Мінськ. — 1954.
- «Не можна забути» (рос. Нельзя забыть) — романтична хроніка в 4 діях, 10 картинах.
- Розвідка розумом // На допомогу молодим режисерам. Київ, 1965. С. 78-94.
- Роздуми про народні театри // Український театр. 1972. С. 17-18.
- Клубна режисура : учб.-метод. посіб. / О. Б. Скибневський, М. В. Авах, М. М. Мушкіна та ін. Харків, 1973. 122 с.

## Постановки
- «Общественное дело» Б. Ясенского (1930)
- «Улица радости» Натана Зархи (1931)
- «Рабан» Вандурського (1932)
- «Вильгельм Телль» Ф. Шиллера (1933)
- «Любовь Яровая» Тренёва (1938)
- «Русские люди» Симонова (1942)
- «Гроза» Островского (1943)
- «Плоды просвещения» Толстого (1945, 1959),
- «Русские вопросы» Симонова (1947)
- «Молодая гвардия» Алексина (1947)
- «День чудесных обманов» Роберта Шеридана (1948)
- «Три сестри» Чехова (1950)
- «Семья» И. Ф. Попова (1950)
- «На дне» Горького (1951)
- «Разорённое гнездо» Купалы (1952)
- «Извините, будьте добры» Макайонка (1954)
- «Свет с востока» Глебки (1958)
- «Люди и дьяволы» Кропивы (1958)
- «Последнее облако» Муратова (1959)
- «Братья Ершовы» за В. А. Кочетовым (1959)
- «Иркутская история» Арбузова (1960)